# Empire (företag)
Empire AB (tidigare The Empire AB) är ett svenskt företag som distribuerar hushållsprodukter på den nordiska marknaden och som grundades 1983 av Ian Wachtmeister. I sortimentet Ingår hushållsmaskiner och hårvårdsprodukter med varumärken som C3, HoMedics och Salter. Tidigare även Greenpan och BaByliss. Till 2012 hade Empire agenturen i Norden för SodaStream. Omsättningen var 42 miljoner kronor 2015.
Företaget är börsnoterat på First North. Verkställande direktör har varit Per Björkman, och från 2013 Ulf Bork. Styrelseordförande är (2016) David Rönnberg. 
Företaget köptes 2017 av byggvaruhandelsföretaget Kakel Max Holding, formellt ett avtal om omvänt förvärv.